# V Comando Administrativo Aéreo
El V Comando Aéreo Administrativo (V. Luftgau-Kommando) fue una unidad de la Luftwaffe durante la Segunda Guerra Mundial.

## Historia
Fue formado el 4 de febrero de 1938 en Stuttgart desde el XV Comando Administrativo Aéreo. Disuelta el 30 de junio de 1938, y fue absorbida por el VII Comando Administrativo Aéreo. Reformado el 6 de septiembre de 1944 en Stuttgart desde el Comando Administrativo Francia Occidental. Disuelto el 2 de abril de 1945, y fue absorbido por el VII Comando Administrativo Aéreo.

## Comandantes
- Mayor general Emil Zenetti – (4 de febrero de 1938 – 30 de junio de 1938)
- Teniente general Karl Drum – (6 de septiembre de 1944 – 21 de septiembre de 1944)
- Teniente General Herbert Rieckhoff – (21 de septiembre de 1944 – 2 de abril de 1945)

## Jefes de Estado Mayor
- Coronel Pilger – (septiembre de 1944 – febrero de 1945)
- Coronel Claus Jebens – (febrero de 1945 – 2 de abril de 1945)

## Territorio Cubierto
- 4 de febrero de 1938: el mismo V Distrito de Guerra (áreas de Württemberg y Baden).
- 30 de junio de 1938: se disolvió y entregó su territorio a VII Comando Administrativo Aéreo.
- 6 de septiembre de 1944: áreas Württemberg y Baden desde VII Comando Administrativo Aéreo, el territorio adyacente en Francia, hasta la línea del frente.
- 2 de abril de 1945: se disolvió y entregó su territorio (todavía en manos de los alemanes) al VII Comando Administrativo Aéreo.

## Bases
| 4 de febrero de 1938 – 30 de junio de 1938   | Stuttgart |
| 6 de septiembre de 1944 – 2 de abril de 1945 | Stuttgart |

## Orden de Batalla

### Unidades Subordinadas
- 5° Batallón del Comando Aéreo de Comuicaciones Aérea (septiembre de 1944 – abril de 1945)
- Comando Zona Base Aérea 6/VII en Böblingen (septiembre de 1944 – abril de 1945)
- Comando Zona Base Aérea 6/XII en Schwäbisch Hall (septiembre de 1944 – febrero de 1945)
- 28º División Antiaérea en Stuttgart (octubre de 1944 – diciembre de 1944)
- 5° Brigada Antiaérea en Strassburg (septiembre de 1944 – octubre de 1944)
- 9° Brigada Antiaérea en Stuttgart (6 de septiembre de 1944 – octubre de 1944)

## Subordinados
| 4 de febrero de 1938 – 30 de junio de 1938   | 3º Comando del Grupo de la Fuerza Aérea |
| 6 de septiembre de 1944 – 2 de abril de 1945 | Flota Aérea Reich                       |